# Ситцевский сельсовет
Ситцевский сельсовет — административная единица на территории Докшицкого района Витебской области Белоруссии. Административный центр  — агрогородок Ситцы.

## Состав
Ситцевский сельсовет включает 17 населённых пунктов:
- Венютино — деревня.
- Войтовичи — деревня.
- Дедки — деревня.
- Заборцы — деревня.
- Кияково — деревня.
- Курдеки — деревня.
- Лисовичи — деревня.
- Макаровичи — деревня.
- Малые Ситцы — деревня.
- Новая Веска — деревня.
- Парафьяново — деревня.
- Плиски — деревня.
- Поречье — деревня.
- Репехи — деревня.
- Ситцы — агрогородок.
- Старое Село — деревня.
- Черкасы — деревня.

## Достопримечательность
- Брама усадьбы Домейко в агрогородке Ситцы
- Руины палаца Бжастовских
- Мемориял в Ходровке